# 東北大学材料科学高等研究所
東北大学材料科学高等研究所（とうほくだいがくざいりょうかがくこうとうけんきゅうじょ、英: Advanced Institute for Materials Research, Tohoku University、略称: AIMR）は、数学と材料科学の連携を通じて予見に基づいた材料開発と、それを社会へ役立てるためのデバイス・システムを開発する、東北大学の研究機関。東北大学高等研究機構に属する。

## 沿革
- 2007年10月1日に文部科学省が立ち上げた世界トップレベル国際研究拠点形成促進プログラム (WPI) の研究拠点の一つとして東北大学に設立されたのが本研究所である。設立当初の名称は原子分子材料科学高等研究機構で、初代機構長は山本嘉則[1]。

- 2012年に数学者の小谷元子が拠点長に就任したことを機に、数学と材料科学の連携を通じた材料開発を目指す。

- 2017年に現在の名称に変わる。また、WPIとしての期間が終了し、以後はWPIアカデミーの一員となる。

- 2019年に材料科学者の折茂慎一が所長に就任する。副所長は応用数学者の水藤寛。

## 特徴
- 材料科学と数学が協働するという世界的にも珍しい研究所で、トポロジカルデータ解析を用いた材料開発[2]や離散幾何学を用いた物性探索[3]などの学際的な研究が行われている

- 約半数の研究者が外国人[4]という国際的な環境である

## 関係者
所属する主な研究者
- 幾原雄一（材料科学）
- 折茂慎一（材料科学）
- 西原洋知（材料科学）
- en: Magdalena Titirici（材料科学）
- 阿尻雅文（化学工学）
- 深見俊輔（物理工学）
- en: Qikun Xue（物理学）
- en: Gerrit E. W. Bauer（物理学）
- 齊藤英治（物理学）
- 小谷元子（数学）
- 水藤寛（数学）
- 千葉逸人（数学）

かつて所属していた研究者
- 大野英男（物理学、第22代東北大学総長）
- 山本嘉則（有機化学）
- 江刺正喜（電子工学）
- 篠原久典（化学）
- 板谷謹悟（化学）
- 下村政嗣（化学）
- 大山研司（物理学・材料科学）
- 宮﨑照宣（物理学）
- 川﨑雅司（物理学）
- 西浦廉政（数学）
- 平岡裕章（数学）

## 連携研究センター
- SUURI-COOL (Sendai) AIMR-iTHEMS数理連携研究室
理化学研究所数理創造プログラム (iTHEMS) と共同で設立された研究拠点
- 数理先端材料モデリングオープンイノベーションラボラトリ（MathAM-OIL）
産業技術総合研究所により設立された産学官連携研究拠点
- 数理科学オープンイノベーションセンター
数理科学と産業分野との連携拡大・強化に取り組む拠点としてAIMR内に設置された。企業からの課題に大学院生チームが取り組むg-RIPS-Sendaiプログラムの企画・運営はここで行われる。
- 水素科学GXオープンイノベーションセンター
水素科学やそれに関係するグリーン転換関連研究を行う拠点としてAIMR内に設置